# صلاحیت قضایی جهانی
صلاحیت قضایی جهانی (به انگلیسی: Universal jurisdiction) یک اصل حقوقی است که به دولت‌ها یا سازمان‌های بین‌المللی اجازه می‌دهد که درخصوص یک متهم، ادعای صلاحیت کیفری کنند، فارغ از اینکه کجا مرتکب جرم شده، ملیت او چیست و در چه کشوری اقامت دارد. جرایم مشمول صلاحیت قضایی جهانی جرایمی بسیار جدی و علیه کل بشریت قلمداد می‌شوند و به همین خاطر محدودیت‌های صلاحیتی بر آنها اعمال نمی‌شود. این اصل به دادگاه‌های داخلی کشورها اجازه می‌دهد بدون توجه به این که جرم در چه کشوری رخ داده و بدون در نظر گرفتن ملیت متهم، او را در دادگاه‌های داخلی کشور تحت پیگرد قرار بدهند.
مفهوم صلاحیت قضایی جهانی، ارتباط نزدیکی با این ایده دارد که برخی از هنجارهای بین‌المللی جزو تعهدات عام‌الشمول دولت‌ها نسبت به جامعه بین‌المللی (erga omnes) هستند و برخی ماهیت قواعد آمره دارند، یعنی برخی تعهدات در چارچوب حقوق بین‌الملل برای همگی دولت‌های جهان لازم‌الاجرا هستند و ذی‌نفع این تعهدات در واقع کل جامعه بین‌المللی است.
به گفته سازمان عفو بین‌الملل که یکی از مدافعان صلاحیت قضایی جهانی است، برخی جرایم تهدیدی چنان جدی علیه کلیت جامعه بین‌المللی ایجاد می‌کنند که دولت‌ها به جهت منطقی و اخلاقی وظیفه دارند که فرد یا افراد مسئول را تحت پیگرد قرار بدهند و هیچ کشوری نباید برای افرادی که مرتکب نسل‌کشی، جنایت علیه بشریت، اعدام خودسرانه، جنایت جنگی، شکنجه یا ناپدیدسازی قهری، پناهگاه و جای امن باشد.
در قطعنامه ۱۶۷۴ شورای امنیت سازمان ملل که در تاریخ ۲۸ آوریل ۲۰۰۶ به تصویب رسید، ضمن تایید «مفاد بند ۱۳۸ و ۱۳۹ سند نهایی اجلاس جهانی سال ۲۰۰۵ درخصوص مسئولیت نسبت به حفاظت از جمعیت‌ها در مقابل نسل‌کشی، جنایت جنگی، پاکسازی قومی و جنایت علیه بشریت»، شورای امنیت خود را موظف به اقدام برای حفاظت از غیرنظامیان در مخاصمات مسلحانه کرده است.